# Augustia weiratheri
Augustia este un gen de gândaci leiodizi⁠(d) care trăiesc în peșteri, provenind din Herțegovina, în subtribul Bathysciina. Specia sa tip și singura acceptată este Augustia weiratheri. Primele exemplare de Augustia weiratheri au fost colectate de biospeleologul Leo Weirather dintr-o peșteră din Čvrsnica⁠(d) pe care a denumit-o „Vuk jama”. Weirather a folosit nume de cod pentru a ascunde localitățile de colectare, pentru a le proteja de colecționarii mai puțin scrupuloși. Specia a fost descrisă și numită de Ricardo Zariquiey în 1927. Augustia împărtășește mai multe caracteristici cu Henrotiella și Weiratheria și este probabil strâns înrudită cu acestea. Gândacii Augustia weiratheri au o lungime de 3 mm și sunt roșiatici.